# Larsered
Larsered är en ort på Hisingen i stadsdelen Säve (Säve socken) i Göteborgs kommun i Västra Götalands län, beläget mellan Kärra och Säve. Tidigare klassades Larsered som småort, men förlorade denna status år 2010 då befolkningen understeg 50 personer
Till Larsered kommer man antingen från Kärra via Nortagenevägen, eller från Gamla Böneredsvägen, som ansluter till Lerbäcksvägen som förbinder Skogome med Säve samhälle.
Varifrån namnet Larsered kommer är delvis höljt i dunkel. Att det rör sig om en "Lars" är klart, det är ett gammalt nordiskt förnamn, men vem denne Lars är vet man inte till dags dato. Efterleden -red betyder "röjd skogsmark" och är tillsammans med varianterna -röd, -ryd och -rud vanliga i södra Sverige. Larsered ska alltså betyda en skogsmark röjd av Lars.